# Oude Veerdijk
Oude Veerdijk is een buurtschap bij Wolphaartsdijk en Goes in de gemeente Goes in de Nederlandse provincie Zeeland.
De dijk, waarnaar de buurtschap is vernoemd, ligt aan de oostelijke arm van de voormalige Schenge, iets ten noorden van het natuurgebied Oosterschenge.
Stad: Goes

Dorpen: 's-Heer Arendskerke · 's-Heer Hendrikskinderen · Kattendijke · Kloetinge · Oud-Sabbinge · Wilhelminadorp · Wolphaartsdijk

Buurtschappen: Abbekinderen · Blauwewijk · De Groe · Eindewege · Goese Sas · Monnikendijk · Noordeinde · Oude Veerdijk · Planketent · Roodewijk · Sluis de Piet · Terlucht · Tervaten · Waanskinderen · Wissekerke

Zeeland: Steden en dorpen in Zeeland      Nederland: Provincies · Gemeenten